# マッキンレー・カンター

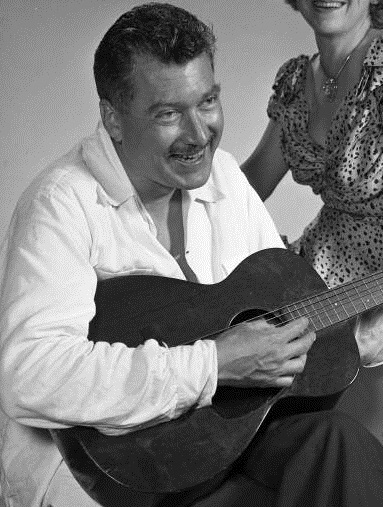
ギターを弾くマッキンレー・カンター（1950年）

マッキンレー・カンター（Mackinlay Kantor, 1904年2月4日 – 1977年10月11日）は、アメリカ合衆国の小説家、サイエンスライター、脚本家、映画原作者。アイオワ州ウエブスター市生まれ。
1956年、南北戦争における捕虜収容キャンプを題材にした小説「Andersonville」でピューリッツァー賞を受賞。
また、俳優として、ニコラス・レイ監督作品『エヴァグレイズを渡る風』(1958年)に出演している。

## 映画原作
- 「ダコタから来た男」THE MAN FROM DAKOTA (1940)
- 「我等の生涯の最良の年」THE BEST YEARS OF OUR LIVES (1946)
- 「拳銃魔」GUN CRAZY (1949)
- 「殺し屋稼業」OUTLAW TERRITORY (1953、兼脚本)
- 「歌声は青空高く」FOLLOW ME, BOYS! (1966)

## 著作
- 「愛犬ロボ物語」(1960、リーダーズダイジェスト名著選集、リーダーズダイジェスト日本支社）